# 贝西恩·伊德里扎
貝西恩·伊特列查（德語：Besian Idrizaj，1987年10月12日—2010年5月15日），是一名前奧地利足球員，司職前鋒。他最後效力的是英冠球會史雲斯。
2010年5月15日，年僅22歲的他被懷疑死於心臟病發。

## 球會
利物浦
伊特列查在阿德米拉林茨（Admira Linz）展開其足球生涯，其後加盟林茨。2005年夏天，他在試訓後轉投利物浦並簽訂兩年合約。他亦於2004/05球季成為奧地利最佳青年球員。當時他稱：「我一直是利物浦的球迷，能代表他們上陣簡直是夢想成真。如果你有機會去利物浦試訓，那麼你必須爭取。你不能忽視在衛冕歐聯冠軍的球會的試訓。我甚至願意游過海峽對岸只是為了試訓。」
2005/06球季，伊特列查飽受傷患困擾。然而，他在2006/07球季卻有望成為加里·布萊特和休·麥考利的預備組的常規球員。2006年7月15日，他在季前友賽對域斯咸的賽事中首次正選上陣，並且在上半場夥拍同樣是處子上陣的奇治·比拿美進攻。
2007年7月7日，他在對域斯咸的友賽中於26分鐘內大演帽子戲法，三球皆由謝美伊·賓納助攻。
盧頓
2007年3月16日，伊特列查被外借至英冠球會盧頓，直至2006/07球季結束。3月17日，他在對葉士域治的賽事中首次於英格蘭聯賽正選上陣，但在49分鐘時被換下。其後，他繼續代表球會上陣了六次，並在對修安聯的賽事中取得入球。
水晶宮
8月30日，伊特列查被外借至水晶宮為期一年。
9月1日，伊特列查在對查爾頓的南倫敦打比進行至72分鐘時入替克林頓·摩利臣而首次上陣。然而，他未能在水晶宮取得正選位置。2008年1月，時任領隊尼爾·禾諾克要求利物浦在一月轉會市場時將他收回。1月31日，他在水晶宮的借用期提早結束後，他自行同意在2007/08球季的剩餘時間外借至奧咸。然而，在伊特列查的經理人阻撓下，他最終決定不加盟奧咸。
重返奧地利
2008年1月31日，伊特列查被外借至奧地利球會因斯布魯克，直至2007/08球季結束。他在對格拉茨的賽事期間於球場上倒下。然而，經過醫療檢查後，結果指暈倒是由於病毒而非心臟問題，從而讓他的足球生涯能夠繼續。其後，他被利物浦所放棄。
艾倫堡
伊特列查代表艾倫堡上陣了五場賽事，並在代表球會上陣的第二場時獲得一面紅牌。
史雲斯
2009年8月18日，伊特列查前往史雲斯試訓，並於8月24日正式加盟。時任史雲斯領隊保羅·蘇沙讚揚他：「他不是前鋒，但他是一名攻擊球員，我知道了很多關於他和他這類型的球員，他們都能融入我們的球隊。」他在試訓期間的表現使史雲斯領隊留下深刻印象，他亦獲准在對雷丁和高雲地利的賽事中上陣。據稱，他在8月22日對高雲地利的賽事期間便獲球會提供合約，而他則在半場休息期間簽訂合約。他在該季代表史雲斯上陣三場，而球會則差點取得英冠附加賽資格和升班英超的機會。

## 逝世
2010年5月15日，在英冠結束後僅兩週，只有22歲的伊特列查逝世。報告顯示，他在睡夢中死於心臟病發。另外，伊特列查亦曾在2008年11月於林茨試訓期間及2月代表因斯布魯克上陣的賽事中暈倒。其後，史雲斯宣佈將伊特列查所穿的40號球衣退役。

## 數據
| 球會                        | 球季    | 聯賽 | 聯賽 | 盃賽 | 盃賽 | 聯賽盃 | 聯賽盃 | 歐洲賽 | 歐洲賽 | 其他 | 其他 | 總計 | 總計 |
| 球會                        | 球季    | 上陣 | 入球 | 上陣 | 入球 | 上陣   | 入球   | 上陣   | 入球   | 上陣 | 入球 | 上陣 | 入球 |
| --------------------------- | ------- | ---- | ---- | ---- | ---- | ------ | ------ | ------ | ------ | ---- | ---- | ---- | ---- |
| 史雲斯                      | 2009/10 | 3    | 0    | 0    | 0    | 1      | 0      | 0      | 0      | 0    | 0    | 4    | 0    |
| 因斯布魯克                  | 2007/08 | 2    | 0    | 0    | 0    | 0      | 0      | 0      | 0      | 0    | 0    | 2    | 0    |
| 水晶宮                      | 2007/08 | 7    | 0    | 0    | 0    | 0      | 0      | 0      | 0      | 0    | 0    | 7    | 0    |
| 利物浦                      | 2007/08 | 0    | 0    | 0    | 0    | 0      | 0      | 0      | 0      | 0    | 0    | 0    | 0    |
| 盧頓                        | 2006/07 | 7    | 1    | 0    | 0    | 0      | 0      | 0      | 0      | 0    | 0    | 7    | 1    |
| 利物浦                      | 2006/07 | 0    | 0    | 0    | 0    | 0      | 0      | 0      | 0      | 0    | 0    | 0    | 0    |
| 利物浦                      | 2005/06 | 0    | 0    | 0    | 0    | 0      | 0      | 0      | 0      | 0    | 0    | 0    | 0    |
| 林茨                        | 2005/06 | 7    | 0    | 0    | 0    | -      | -      | 0      | 0      | 0    | 0    | 7    | 0    |
| 林茨                        | 2004/05 | 27   | 3    | 1?   | 1?   | -      | -      | 0      | 0      | 0    | 0    | 28   | 4    |
| 林茨                        | 2003/04 | 1    | 0    | 0    | 0    | -      | -      | 0      | 0      | 0    | 0    | 1    | 0    |
| 阿德米拉林茨（Admira Linz） | 2003/04 | 0    | 0    | 0    | 0    | -      | -      | 0      | 0      | 0    | 0    | 0    | 0    |
| 總計                        |         | 55   | 4    | 1?   | 1?   | 0      | 0      | 0      | 0      | 0    | 0    | 56   | 5    |